# Exetastes bioculatus
Exetastes bioculatus là một loài tò vò trong họ Ichneumonidae.